# Rio Guniaga
O Rio Guniaga é um rio da Romênia, afluente do Almaş, localizado no distrito de Sălaj.